# Pont Sénateur Sid Buckwold
 (juillet 2025).
Le pont Sénateur Sid Buckwold est un pont qui enjambe la rivière Saskatchewan Sud entre les rives ouest et est de Saskatoon, en Saskatchewan, au Canada. Il a été construit en 1966, sur le même site que le pont original Qu'Appelle, Long Lake et la Saskatchewan (devenu plus tard le chemin de fer Canadien National). Le pont fait partie de l'autoroute Idylwyld Freeway, pour laquelle l'ancien pont du CN a été démoli. Le fait de dynamiter les piliers d'origine du pont du CN est devenu un spectacle, les experts en démolition ne pouvant pas les détruire complètement. À l'époque, la construction du nouveau pont nécessitait 1,5 million de dollars.

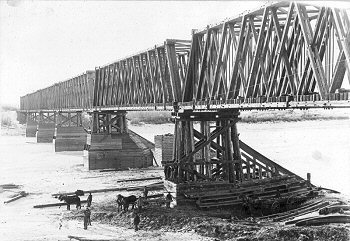
Le pont QLLS, le premier pont du site

La construction du pont était l'un des nombreux grands projets simultanés et interconnectés qui ont eu lieu à Saskatoon vers le milieu des années 1960. Les projets connexes comprenaient: la construction du centre commercial Midtown Plaza et du bâtiment des bureaux de CN Towers à la suite de la démolition de l'ancienne gare du CN et de l'enlèvement de la cour de triage et du pont du CN; la construction du Saskatoon Centennial Auditorium (maintenant appelé TCU Place) également sur d'anciennes voies ferrées; et la construction de l'autoroute Idylwyld elle-même de la 20e rue au sud jusqu'au sud de la rue Ruth, où elle s'est jointe à un autre projet d'autoroute de la fin des années 1960, la branche sud-est de Circle Drive.
Également connu sous son ancien nom, le pont Idylwyld et, selon la population locale, pont Freeway, la structure a été renommée en l'honneur de l'ancien maire et sénateur Sidney Buckwold en 2001, à la suite du décès de Buckwold.
Lors du lancement d'un important projet de réhabilitation du pont en 2019, les équipes ont découvert qu'environ 350 tonnes d'excréments de pigeon étaient collées à la structure. En plus de retirer les excréments, la ville a été ordonnée à l'entrepreneur de piéger et d'euthanasier humainement les 1 500 pigeons qui se perchaient sur le pont. Le plan d'euthanasier les oiseaux a été critiqué par les défenseurs de la faune.